# Rezerwat przyrody Las Wagramski
Las Wagramski – florystyczny rezerwat przyrody znajdujący się na terenie gminy Łuków, w powiecie łukowskim, w województwie lubelskim.
- powierzchnia (dane nadesłane z nadleśnictwa): 5,37 ha[2][3]
- rok utworzenia: 1980
- dokument powołujący: Zarządzenie Ministra Leśnictwa i Przemysłu Drzewnego z 15 grudnia 1980 roku w sprawie uznania za rezerwat przyrody (MP nr 30, poz. 171).
- przedmiot ochrony (według aktu powołującego): zachowanie stanowiska wawrzynka główkowego na granicy europejskiego zasięgu. Obecnie roślina ta nie występuje już w rezerwacie[3].